# An Interrupted Picnic
An Interrupted Picnic è un cortometraggio muto del 1898 diretto e interpretato da Cecil M. Hepworth. Fu uno dei primi film prodotti dalla Hepworth, una casa di produzione fondata quell'anno dal regista insieme a suo cugino Monty Wicks.

## Trama
Un vagabondo ordina ad alcuni turisti che si sono fermati a fare un picnic di lasciare il posto ma loro lo prendono e lo buttano nel fiume.

## Produzione
Il film fu prodotto dalla Hepworth.

## Distribuzione
Distribuito dalla Warwick Trading Company, il film - un cortometraggio della lunghezza di 15,24 metri - uscì nelle sale cinematografiche britanniche nel settembre 1898.
Non si hanno altre notizie del film che si ritiene perduto, forse distrutto nel 1924 quando il produttore Cecil M. Hepworth, ormai fallito, cercò di recuperare l'argento del nitrato fondendo le pellicole.